# Aschenbrödel (1916)
Aschenbrödel ist ein deutsches Filmdrama in drei Akten von Urban Gad aus dem Jahr 1916. Es zählt zu den verschollenen Filmen des Regisseurs.

## Handlung
Frau Regierungsrat von Harten verbirgt seit Jahren vor ihrem Mann ein Geheimnis: Als junge Frau hatte sie eine kurze Affäre, wurde schwanger und brachte ihre Tochter Lore zur Welt. Diese wächst seither bei einer armen Schuhmacherfamilie auf, ist jedoch durch die schlechte Luft oft krank. Dass sie von ihren Pflegeeltern sehr streng behandelt wird und alle Arbeit im Hause verrichten muss, schwächt ihre Gesundheit zusätzlich. Da Frau von Harten von ihrem Mann kaum Geld zur eigenen Verwendung erhält, kann sie Lotte nur mit geringen Mitteln finanziell unterstützen. Monatlich besucht Frau von Harten ihre hochaufgeschossene, magere Tochter, die jedoch nicht weiß, dass sie ihre Tochter ist. Der Armenarzt rät von Harten, Lore zur Genesung aufs Land zu schicken, doch kann sie einen solchen Aufenthalt nicht bezahlen. Durch Zufall gelingt es ihr, Lore als Küchenhilfe bei einer Feier im Hause von Harten einzustellen. Schnell freundet sich das Mädchen mit dem Sohn und der Tochter der Familie an und Frau von Harten nutzt die Gelegenheit, sich bei ihrem Mann für Lore einzusetzen. Dieser nimmt sie für eine Zeit mit aufs Land.
Lores Pflegeeltern erscheinen, um von Frau von Harten Geld zu verlangen. Als diese sich weigert, drohen die Eltern, ihrem Mann von Lore zu berichten. Frau von Harten überlässt ihnen nun notgedrungen ihr gesamtes Wirtschaftsgeld. Als Lore die Familie von Harten wieder verlassen muss, gibt ihr Frau von Harten, die sich ihr inzwischen als Mutter offenbart hat, 100 Mark – Steuergelder ihres Mannes, die sie ihm heimlich aus dem Schreibtisch entwendet hat. Regierungsrat von Harten bemerkt kurz darauf, dass Geld fehlt und verdächtigt sein Personal. Er lässt die Angestellten durchsuchen und findet die Banknote bei der reisefertigen Lore, die sich des Diebstahls schuldig bekennt. Frau von Harten greift ein und gesteht ihrem Mann ihre Tat und ihre Mutterschaft. Dieser wirft seine Frau und Lore aus dem Haus. Frau von Harten entschließt sich, nun mit ihrer Tochter ein gemeinsames, wenn auch armes Leben zu führen. Erst die beiden Kinder des Regierungsrates können ihren Vater davon überzeugen, ihre Mutter und ihre Stiefschwester Lore wieder in die Familie aufzunehmen, und es kommt zur Versöhnung.

## Produktion
Aschenbrödel wurde 1914 im Union-Atelier Berlin-Tempelhof auf der Oberlandstraße gedreht. Die Filmbauten stammen von Fritz Seyffert. Die Zensur belegte den Film, der ursprünglich eine Länge von 1038 Metern (ca. 38 Minuten bei 24 Bildern/s) hatte, am 8. September 1915 mit einem Jugendverbot. In gekürzter Fassung (846 Meter, ca. 31 Minuten bei 24 Bildern/s) wurde der Film am 10. Oktober 1922 erneut geprüft, erhielt jedoch ebenfalls ein Jugendverbot. Der Film erlebte am 1. Dezember 1916 seine Premiere. Er wurde unter anderem in den Berliner Union-Theatern gezeigt.
Aschenbrödel zählt zu den verschollenen Filmen Urban Gads. Von 2005 bis 2006 wurde im Rahmen eines durch das dänische Kulturministerium geförderten Projektes in Archiven intensiv nach erhaltenen Kopien oder Fragmenten von Filmen mit Beteiligung Asta Nielsens gesucht. Dabei konnte im Danske Filminstitut ein zehn Meter (ca. 22 Sekunden bei 24 Bildern/s) langes Fragment des Filmes gefunden werden.

## Kritik
Aschenbrödel wurde als „ein ergreifendes Drama aus dem Leben“ beworben. „Stoff und Photos gut, Spiel sehr gut“, fasste ein Kritiker 1916 in Paimann’s Filmlisten zusammen.
Asta Nielsen, zum Zeitpunkt der Premiere 35 Jahre alt, spielt im Film ein Mädchen von zwölf bzw. 13 Jahren. Die Kritik nannte ihre Besetzung „ein gewagtes Experiment. Aber es ist nichtsdestoweniger ein interessantes und gelungenes. Die Vielseitigkeit und das Gestaltungsvermögen der Künstlerin sind doch ausserordentlich.“ Positiv hervorgehoben wurden zudem die „entzückenden Gartenaufnahmen mit blühenden Kirschbäumen.“